# Khimki BC
El Khimki Basketball Club és un club rus de basquetbol de la ciutat de Khimki, Regió de Moscou, Rússia. La temporada 2019-2020 participa en la VTB United League i en l'Eurolliga.

## Història
El club va ser fundat el 5 de gener de 1997, i el primer any d'existència ja va guanyar la seva lliga regional, la qual cosa li permeté accedir a la Lliga russa de bàsquet. La següent temporada ja se situà en el top 10 del bàsquet rus i obtingué una plaça per disputar la Copa Korac. L'any 2006, fou finalista de la FIBA EuroCup essent derrotat pel Joventut de Badalona. Hi ha jugat Raül López.

## Palmarès[1]
- Campió de la VTB United League (2011)
- Campió de la ULEB EuroCup (2012)
- Campió de la Copa russa de bàsquet (2008)